# Grosmannia abiocarpa
Grosmannia abiocarpa är en svampart som först beskrevs av R.W. Davidson, och fick sitt nu gällande namn av Zipfel, Z.W. de Beer & M.J. Wingf. 2006. Grosmannia abiocarpa ingår i släktet Grosmannia och familjen Ophiostomataceae.   Inga underarter finns listade i Catalogue of Life.